# Anti-larsen
 (avril 2015).
Si vous disposez d'ouvrages ou d'articles de référence ou si vous connaissez des sites web de qualité traitant du thème abordé ici, merci de compléter l'article en donnant les références utiles à sa vérifiabilité et en les liant à la section « Notes et références ».
Un dispositif anti-larsen, aussi appelé « larsen-killer »[réf. nécessaire] et « feedback exterminator »[réf. nécessaire], est un appareil utilisé en sonorisation pour réduire les risques d'accrochage au Larsen. Si un accrochage survient malgré tout, l'anti-larsen en limite l'intensité.

## Principe de fonctionnement
Un anti-larsen comporte des filtres réjecteurs réglables, et dont la bande coupée est très étroite (parfois moins d'un centième d'octave)[réf. nécessaire]. Lorsque le système détecte un niveau excessif à une fréquence donnée, un filtre est automatiquement mis en place à cette fréquence précise, et ce pour une durée que l'utilisateur peut ajuster. L'étroitesse de la bande coupée permet de ne pas trop dénaturer le son. Le filtre utilisé ne doit cependant pas être trop étroit, de manière à rester utile tout au long du fonctionnement du système. En effet, une simple modification des conditions de travail (température, hygrométrie, emplacement des micros...) suffit à modifier les fréquences d'accrochage. Si le filtre est trop étroit, le larsen réapparait alors. La largeur du filtre est souvent réglable, suivant les besoins de l'utilisateur. Ce réglage peut éventuellement être automatique.

## Limites de l'antilarsen
Une augmentation excessive du gain conduira à un accrochage: le larsen killer permet de gagner quelques décibels, mais n'accomplit pas de miracles.
Par ailleurs, lorsqu'un musicien joue une note soutenue, le larsen-killer risque de mettre en place un filtre à la fréquence de cette note. On peut limiter ce problème en utilisant des processeurs capables de faire la différence entre une note soutenue et un accrochage[réf. nécessaire].